# Larkman Nunatak
Larkman Nunatak är en nunatak i Antarktis. Den ligger i Östantarktis. Nya Zeeland gör anspråk på området. Toppen på Larkman Nunatak är 2 660 meter över havet.
Terrängen runt Larkman Nunatak är huvudsakligen en högslätt. Trakten är obefolkad. Det finns inga samhällen i närheten.